# Trimma lantana
Trimma lantana är en fiskart som beskrevs av Richard Winterbottom och Martín Villa Carenzo 2003. Trimma lantana ingår i släktet Trimma och familjen smörbultsfiskar. Inga underarter finns listade i Catalogue of Life.